# Polieten
Polieten (kratica: PE) ali polietilen je najpogostejša plastika. Svetovna proizvodnja znaša okoli 80 milijonov ton letno. Njegova osnovna uporaba je v embalaži (plastične vrečke, plastične folije, geomembrane, posode, vključno s plastenkami, itd.). Veliko različnih vrst polietena je znanih, večina jih ima molekulsko formulo (C2H4)n. PE je običajno zmes podobnih polimerov iz etena z različnimi vrednosti n.